# Haematopota degenensis
Haematopota degenensis är en tvåvingeart som beskrevs av Wang 1988. Haematopota degenensis ingår i släktet Haematopota och familjen bromsar. Inga underarter finns listade i Catalogue of Life.